# Saint-Langis-lès-Mortagne

Saint-Langis-lès-Mortagne este o comună în departamentul Orne, Franța. În 1 ianuarie 2022 avea o populație de 871 de locuitori.